# Löpe

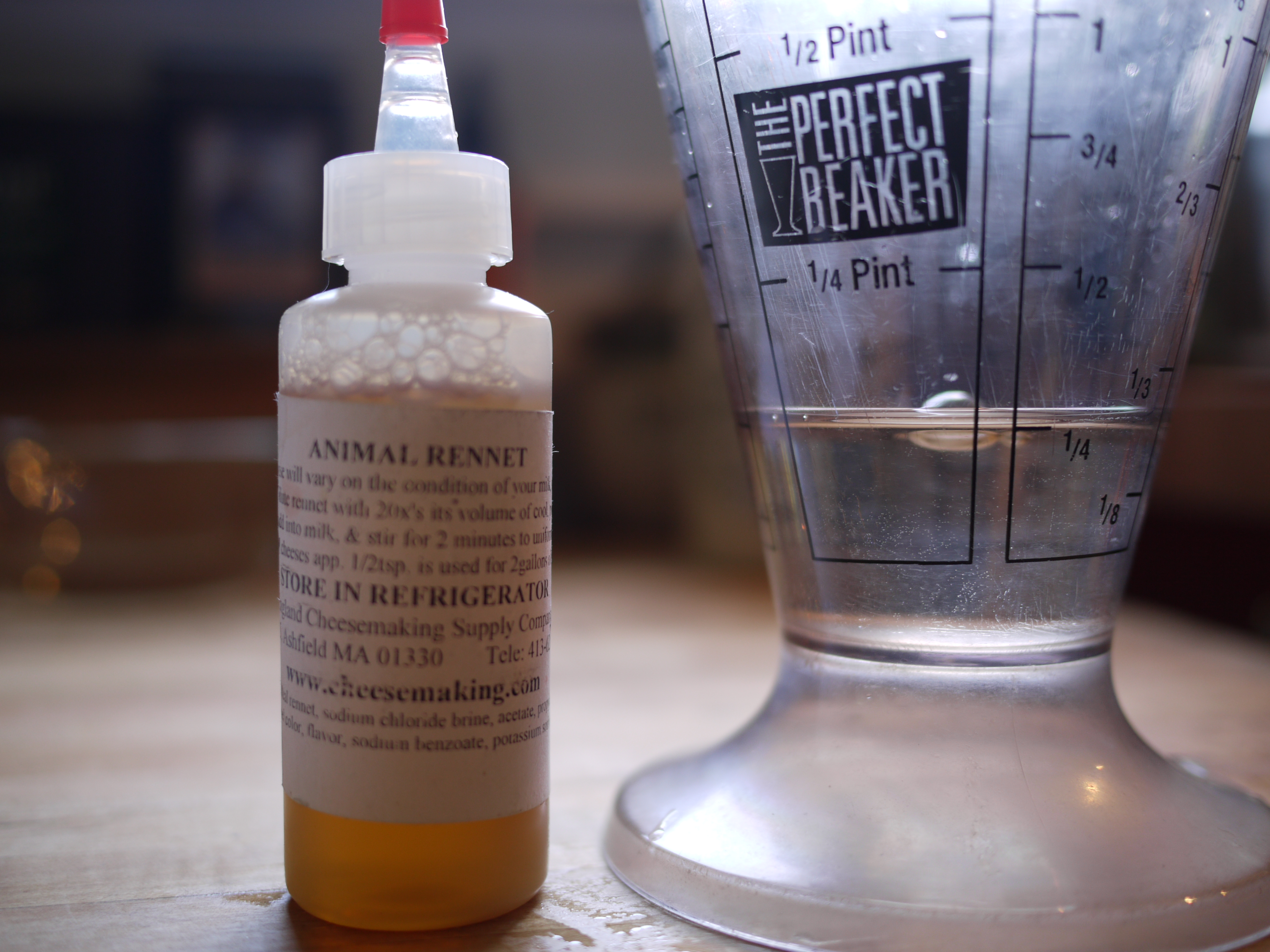
Löpe.

Löpe är en blandning av enzymer som produceras i däggdjursmagar och gör det möjligt för djuret att bryta ned sin moders mjölk. Hos idisslare såsom nötkreatur är det speciellt i den fjärde, löpmagen. I livsmedelsindustrin används löpe bland annat vid framställning av ost. Löpe innehåller enzymet kymosin (rennin) som gör att mjölk ystar sig, det vill säga kasein i mjölken koagulerar och sönderdelas till parakasein och vassle. Parakaseinet används senare till ostmassa vid ostframställning, och till ostkaka, samt ibland för framställning av kvarg. Samma enzym medverkar till att ostar får karakteristisk smak vid lagring, genom vidare nedbrytning av kasein.

## Framställning
Vid gammaldags framställning av löpe torkas och rensas löpmage från kalv som sedan skärs i småbitar. Dessa lägges sedan i saltvatten med vinäger eller vin för att få ner pH-värdet. Efter några dagar filtreras lösningen, och rålöpet som finns kvar kan man ysta ost med. Ett gram av detta löpe kan ysta mellan 2 och 4 kilogram mjölk. Det löpe som kan utvinnas från en normalstor kalv räcker till att ysta mellan 300 och 350 kg ost.
Vid modern framställning av löpe tar man djupfrysta kalvmagar och mal dem, varpå de läggs i en enzymextraherande lösning. Därpå tillsätts syra. Efter neutraliserande av syran filtreras löpet i flera steg och koncentreras till önskad styrka (1:15000).
I Sverige kommer det mesta löpet från import eftersom det antal kalvar som slaktas i landet inte räcker till landets ostproduktion.

## Alternativ till löpe
Alternativ till löpe framställs från olika vegetabilier och mikroorganismer. Matindustrin får officiellt inte kalla vegetabiliska enzymer för löpe, då namnet syftar på just det ämne som extraheras ur kalvars löpmagar; termen "vegetabiliskt löpe" är således inte tillåten inom svensk livsmedelsindustri. Sådana alternativa produkter, som inte utvunnits ur kalvar, benämns ystenzym eller mjölkkoagulerande enzym. Mjölkkoagulerande enzym kan utvinnas ur mögelsvampar eller vissa växter, exempelvis av kardon (cynara cardunculus) och papaya. Alternativt kan det ske med mikroorganismer (såsom escherichia coli) vars arvsmassa förändrats så att de kan producera löpeenzym. Vanliga anledningar till att mjölkkoagulerande enzym används är brist på löpe alternativt marknadsföring gentemot muslimer (halal), judar (koscher) och vegetarianer.
Det går även att ersätta löpe med andra ämnen som får proteinet att koagulera. Det går att ysta mjölk med till exempel citron, lime, filmjölk, yoghurt eller vinäger, som alla innehåller någon syra. Vid ystning används med fördel ohomogeniserad mjölk, vars beståndsdelar har lättare att ysta ihop.